# Nákó Mileva
Nagyszentmiklósi Nákó Anna Mileva, San Marco hercegné (Pest, 1838. augusztus 13. – Nagyszentmiklós, 1926. február 3.) jótékonykodásairól ismert és tisztelt úrnő, a neves Nákó család sarja.

## Élete

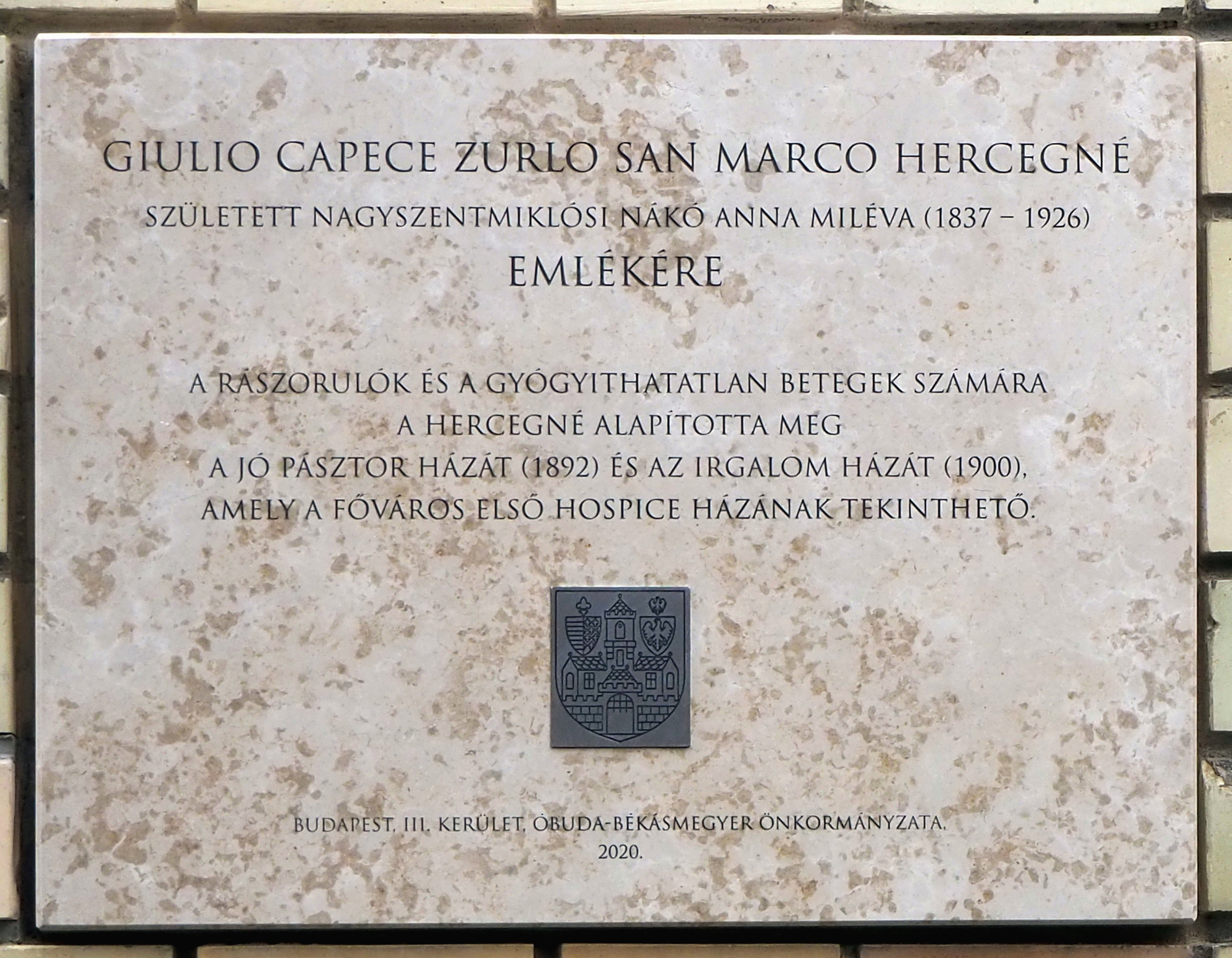
San Marco hercegné emléktáblája a hajdani Irgalom Háza kapujában

A a 18. század végén Makedóniából az akkori Magyarország déli részére költözött Nákó család köznemesi ágából származik, Nákó János (1814–1895) torontáli földbirtokos és Vuchetich Anasztázia egyetlen gyermeke. Gyermekkora nagy részét Nagykomlóson és Triesztben töltötte. Ez utóbbi helyen lett barátja Max Wladimir von Beck báró, Ausztria leendő kormányfője, akit – gyermektelen lévén – később örökösének tett meg.
1856. január 27-én feleségül ment a nápolyi kamarás Giulio Capece Zurlo grófhoz, San Marco hercegéhez. A fiatal pár II. Ferenc nápoly–szicíliai király 1861-es elűzéséig Nápolyban élt, majd Párizs, Bécs, Bad Ischl és Nagykomlós lett a lakhelyük. A sokat betegeskedő férje 1888. november 6-án Bad Ischlben elhunyt.
A megözvegyült hercegné a rendelkezésére álló vagyonát nagyrészt katolikus szellemben jótékonykodásra fordította. 1889-ben Nagykomlóson leánynevelő intézetet alapított és tartott fenn, majd hat osztályú elemi leányiskolával összekapcsolt zárdát alapított Nákófalva (1904) és Máriafölde (1907) községekben. 1892-ben Óbudán a Szőlő utcában vásárolt 3 kh telket, amelyre felépítette a Jó Pásztor Házat a hozzá tartozó templommal „azon leányok és nők számára, akik miután rendezetlen életet éltek, megtérve bűnbánatot akarnak tartani”, s kezdeményezte hozzá a franciaországi székhelyű Jó Pásztor nővérek magyarországi megtelepedését. Ugyanezen telken, a San Marco utcában adták át 1901-ben az Irgalom Háza nevezetű intézményt, végstádiumban lévő, kórházakba be nem fogadott gyógyíthatatlan betegek számára, „nemzetiségi és valláskülönbség nélkül”. Ezt később átadta a fővárosnak. Ezek mellett jelentős összegeket adományozott honvéd katonai nevelőintézeteknek.
1918-1919-ben a román és szerb megszálló csapatok bánáti birtokait kifosztották, majd teljesen tönkretették. Kimenekített műkincseit 1925-ben az esztergomi prímási múzeumnak ajándékozta.
San Marco hercegné végső nyughelye férjével együtt – akaratának megfelelően – az általa alapított Jó Pásztor Házhoz tartozó Szőlő utcai templom kriptája.
Budapest III. kerületében 1901 óta viseli nevét az akkor újonnan nyitott San Marco utca. Az egykori Irgalom Háza kapujában 2020 ősze óta tábla emlékezik meg jótékony cselekedeteiről.